# 네뷸러스 (비디오 게임)
《네뷸러스》(Nebulous.io)는 Agar.io를 모티브로 한 심플리셜 소프트웨어에서 만든 모바일 게임이다.

## 게임 플레이
우선 게임을 실행후, 커뮤니티 우측 돋보기 모양, 멀티 플레이하고 싶으면 가운데, 싱글 플레이하고 싶으면 좌측을 누른다. 그다음, 자신의 스킨과 이름을 설정한 뒤, 게임을 시작한다. 맵에 깔려있는 작은 알갱이들을 먹으면 1점씩 추가되며, 세포가 점점 커진다. 그리고 게임상에는 화이트홀과 블랙홀이 있는데, 244점 이하의 세포는 화이트홀에 반 이상 들어가면 화이트홀을 먹고 커지나, 245점 이상은 들어가면 작게 분열되고 만다.
그리고 블랙홀은 245점 이상의 세포이 들어가면 역시 작게 분열되고, 244점 이하의 세포는 아무것도 나타나지 않는다. 자신보다 작은 세포를 발견했을 경우 쫓아가 먹으면 되고, 먹은 세포의 크기에 따라 얻는 경험치도 달라진다. 작은 알갱이(도트)는 5점, 떼어 준 세포 덩어리(영양 덩어리)는 경험치를 얻지 않는다. 플라즈마, 해, 달 등 3점짜리 아이템은 경험치를 15만큼 얻고, 유저를 먹을 경우 먹힌 유저의 점수와 비슷한 양의 경험치를 얻는다. 자신의 반보다 작은 유저를 발견했을 경우 세포 분열을 이용해 먹으면 되며, 동맹한 세포에게 먹이를 주고 싶다면 세포 떼어주기를 누르면 된다. 만약 먹혔을 경우 처음 5점부터 다시 시작해야 한다.
게임 상에는 레벨에 따라 획득하는 스킨, 게임에 있는 플라즈마로 사는 스킨, 도전과제로 획득하는 스킨, 먹이의 스킨이있다. 스킨을 사용자가 지정 할 수 있는데 이것을 사용하려면 10,000 플라즈마가 필요하다. 또, 게임에 이벤트가 있는데, 할로윈, 물방울, 크리스마스 선물상자, 달걀, 사탕, 해, 운석, 달 등을 10~999개모으면 자동으로 개수별 스킨을 획득하게 된다.

## 같이 보기
- Agar.io
- 심플리셜 소프트웨어
- 세포 분열 게임
- 액션 게임